# Jock of the Bushveld

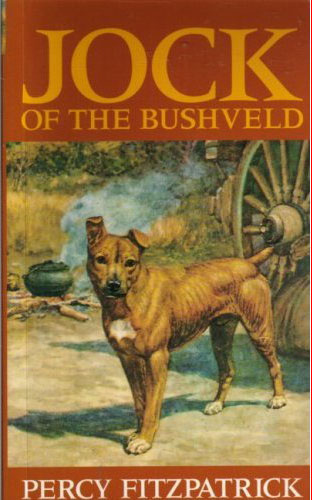
Einband von Jock of the Bushveld (1907)

Jock of the Bushveld ist ein Kinderbuch des südafrikanischen Autors James Percy FitzPatrick aus dem Jahre 1907. Das Buch basiert auf den realen Erlebnissen von FitzPatrick mit seinem Hund Jock, einem Staffordshire-Bullterrier-Mischling, in den 1880er Jahren, während derer FitzPatrick als Kutscher eines Ochsenkarrens im damaligen Transvaal unterwegs war. Das Werk ist ein Kinderbuch-Klassiker in Südafrika.

## Handlung
Kurz nachdem FitzPatrick Kutscher eines Ochsenkarrens geworden war, warf die Hündin eines seiner Freunde Welpen. Die Geburt fand im Paradise Camp nahe dem heutigen Kruger-Nationalpark statt. Fünf der Welpen waren groß und kräftig, einer jedoch ein Kümmerling, der unter den Attacken seiner Geschwister zu leiden hatte. Als dieser Welpe ertränkt werden sollte, beschloss FitzPatrick, den Hund zu sich zu nehmen. Er nannte ihn Jock, und fortan folgte ihm das Tier auf Schritt und Tritt und gehorchte ohne jegliches Training aufs Wort.
Gemeinsam erlebten Herr und Hund viele Abenteuer. Der kleine Welpe wurde zu einem großen und furchtlosen Hund. Er wurde gemocht, respektiert und zeigte ein gutes Benehmen. Später verlor Jock sein Gehör, nachdem er von einer Kuhantilope getreten worden war. Als FitzPatrick seine Arbeit als Ochsenkutscher aufgab, gab er Jock bei einem Freund in Pflege, bis er einen Platz zum Leben gefunden hatte. Der Freund verlieh Jock an den Ladeninhaber Tom Barnett, der Probleme mit Dieben und wilden Hunden hatte. Jock wurde irrtümlich erschossen, als er vermeintlich Hühner tötete. Barnett hatte ihn gerufen, aber Jock hatte das wegen seiner Taubheit nicht gehört. Tatsächlich hatte Jock selbst einen wilden Hund totgebissen, der die Hühner getötet hatte.
Die Geschichte des treuen Hundes, der zu Unrecht getötet wird, ist ein sehr altes und weitverbreitetes Erzählmotiv, das in Europa unter anderem in den Legenden von Guinefort und Gelert Erwähnung findet. Im Aarne-Thompson-Index wird diese Erzählgruppe als Typ AaTh 178A geführt.

## Publikation
Percy FitzPatrick wurde später ein angesehener Mann und Vater von vier Kindern. Gerne erzählte er seinen Kindern und in geselliger Runde die Geschichten von Jock. Zu seinen Freunden gehörte Rudyard Kipling. Kipling oder FitzPatricks Kinder sollen ihn schließlich überredet haben, die Geschichten niederzuschreiben und zu veröffentlichen. Die Illustrationen für das Buch stammten von Edmund Caldwell (1852–1930), einem Bruder der Kinderbuch-Illustratorin Mary Tourtel.
1907 wurde Jock of the Bushveld erstmals herausgegeben und umgehend ein Bestseller sowie ein heimischer Klassiker. Allein im ersten Jahr musste es viermal neu aufgelegt werden. Bis 2013 lagen über 100 Auflagen vor, und es wurde in viele andere Sprachen übersetzt, darunter Afrikaans, Niederländisch, Französisch, Xhosa und Zulu. In Deutsch liegt das Buch nicht vor.
1984 wurde eine von Linda Rosenberg modernisierte Fassung bei Donker Publishers herausgegeben, aus der die Bezüge auf Rassenvorurteile (prejudicial racial references) herausgenommen worden waren, während, so Rosenberg, der geheimnisvolle Charme und der unschuldige philosophische Ton intakt blieb.

## Erinnerungen
1983 befestigte die Lowfeld Digger's and Transport Rider's Society bronzene Plaketten mit einem Bild überall dort, wohin der Weg Jock und seinen Herrn geführt hatte. Vor der Town Hall von Barberton steht seit 1984 eine Statue des „beliebtesten Hundes von Südafrika“ des südafrikanischen Bildhauers Ivan Mitford-Barberton; das Grab von Jock liegt etwa zehn Kilometer nördlich von Barberton, an der Straße nach Kaapmuiden. Eine Gedenktafel für Jock kann auf dem Weg nach Skukuza besichtigt werden.
Im Krüger-Nationalpark befindet sich die Jock Safari Lodge, die der Familie von Percy FitzPatrick gehört.

## Verfilmungen
1986 wurde das Buch in Südafrika erstmals verfilmt; den Soundtrack steuerte Johnny Clegg bei. 1992 wurde das Buch erneut verfilmt, dieses Mal in Italien. 2011 kam der US-amerikanische Zeichentrickfilm Jock – Ein Held auf 4 Pfoten in 3D heraus.